# Stadio Renzo Barbera
Stadio Renzo Barbera er et fodboldstadion i den italienske by Palermo. Fodboldklubben Palermo spiller sine hjemmekampe på stadionet, der ligger nordvest for byens centrum for foden af kystbjerget Monte Ertca. Det er et åbent stadion, hvor kun hovedtribunen er overdækket.
Stadio Renzo Barbera åbnede i 1932 under navnet Stadio Littorio. Littorio er det italienske ord for den romerske soldat liktor, bæreren af det romerske symbol fasces, som datidens fascitiske regime tog deres navn fra. I 1936 ændrede man stadions navn til Stadio Michele Marrone til ære for en fascitisk soldat, der faldt under Første Verdenskrig. Efter fascisternes fald blev stadion atter omdøbt. Denne gang til La Favorita efter bydelen, hvor stadion ligger.
Oprindeligt havde stadion løbebane og kun egentlige tribuner på langsiderne. Efter Anden Verdenskrig blev løbebanen fjernet, og i stedet byggede man kurvede endetribuner. Tilsammen gav det plads til ca. 30.000 tilskuere. Siden blev La Favorita let renoveret i 1960'erne, da Palermo vendte tilbage til Serie A, atter i 1984, hvor kapaciteten blev øget til ca. 50.000 og igen op til VM i 1990, hvor kapaciteten blev sænket en del.
I 2002 blev stadion opkaldt efter Renzo Barbera - klubbens præsident i årene 1970-1980.